# Chiesa di Nostra Signora del Carmine e Sant'Agnese
La chiesa di Nostra Signora del Carmine e Sant'Agnese è una delle chiese storiche di Genova. È situata nel quartiere detto del Carmine in via Brignole De Ferrari, a poca distanza dalla centrale via Balbi; la sua comunità parrocchiale fa parte del vicariato “Centro Ovest” dell'arcidiocesi di Genova. Il priore di N.S. del Carmine ha il titolo di abate.

## Storia

### Chiesa di Sant'Agnese
Il primo impianto della chiesa di Sant'Agnese fu edificato nel 1192 nei pressi dell'omonima via nello storico sestiere genovese di Prè; parti della sua antica struttura, in particolare un tratto del muro perimetrale e una colonna in mattoni, sono ancora oggi visibili all'interno di un caseggiato di via Polleri.
Nel corso dei secoli, eretta a parrocchia dell'arcidiocesi di Genova, per la sua ricostruzione e conservazione furono stanziati fondi direttamente dal Senato della Repubblica di Genova, concordandosi per le spese con l'allora arcivescovo Antonio Sauli, emanando due decreti il 18 settembre e il 12 ottobre del 1590. A causa del protrarsi dei lavori di ricostruzione, i massari dovettero richiedere nuovamente l'intervento del senato genovese con due esposti il 24 maggio e il 5 settembre del 1594.
Atti notarili del giugno 1620 attestano la demolizione totale del precedente campanile e la conseguente ricostruzione. L'antica parrocchia fu soppressa nel 1797 e il titolo parrocchiale trasferito alla vicina chiesa di N.S. Signora del Carmine il 26 novembre dello stesso anno. L'anno seguente la vecchia chiesa fu chiusa al culto.
Nel 1820 la chiesa fu quasi interamente demolita per la realizzazione di via Polleri, ed intorno al 1869 quanto ne restava fu inglobato all'interno di un edificio di civile abitazione al civico 4 della stessa via. L'intervento si inquadrava nel piano di risanamento della zona di Vallechiara, avviato nel 1856 in seguito all'epidemia di colera scoppiata in questo quartiere due anni prima.

### Chiesa di Nostra Signora del Carmine

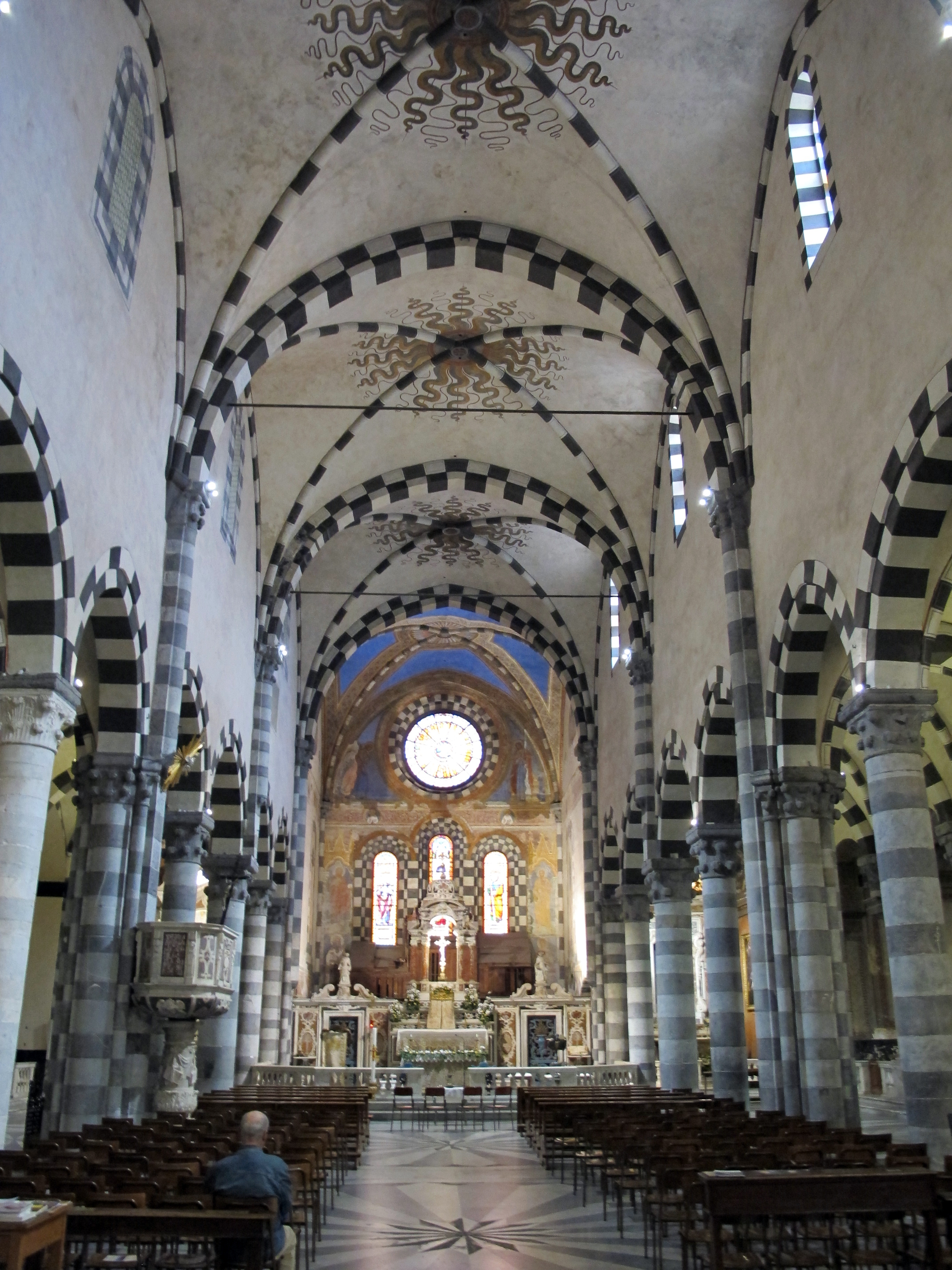
Interno

Nel 1254 alcuni frati carmelitani, che facevano parte del seguito del re di Francia Luigi IX, rifugiatosi a Genova dopo la guerra persa contro i tartari, presero in affitto una cappella, intitolata all'Annunziata, costruita nel 1182, nella quale poter officiare le messe.
I carmelitani, dopo una lunga controversia con i benedettini della vicina abbazia di San Siro ottennero il permesso di costruire una nuova chiesa sul sito della precedente cappella, con l'approvazione dello stesso arcivescovo Gualtiero da Vezzano; la prima pietra venne posta il 21 maggio (o il 9 giugno) del 1262 dal vescovo della diocesi di Brugnato monsignor Filippo Da Passano. La successiva opera di edificazione, ampliamento, modifiche interessò l'area fino al XIV secolo, quando la chiesa fu ampliata a tre navate e accanto al convento venne costruito anche il chiostro. Modifiche strutturali si intrapresero ancora nel XV secolo con l'allungamento della chiesa verso l'attuale ingresso e l'aggiunta delle cappelle esterne della navata destra e quelle di seconda fila della navata sinistra nel XVI e XIX secolo. La chiesa, che era già stata consacrata in intorno alla metà del XIV secolo da Alberto, vescovo di Nicomedia, il 7 luglio del 1637 fu consacrata per la seconda volta dal vescovo della diocesi di Noli monsignor Angelo Mascardi di Sarzana.
Nel 1660 fu restaurato e alzato il campanile, già ricostruito totalmente nel 1417. Un documento del 7 dicembre 1666 attesta la vendita di beni immobili per il rifacimento del tetto della chiesa, lavori che furono nuovamente necessari nel 1679 per altre riparazioni; le spese per tali operazioni superarono di molto le 10 000 lire.
Dopo aver abbandonato la chiesa per alcuni anni, i fondatori vi tornarono per restarvi fino al 1797, anno in cui i carmelitani vennero allontanati per le leggi di soppressione degli ordini religiosi emanate dalla Repubblica Ligure. Chiuso il convento, la chiesa passò al clero secolare e fu riaperta al culto l'8 giugno 1799, divenendo parrocchiale in luogo della chiesa di Sant'Agnese, il cui titolo fu aggiunto a quello di N.S. del Carmine. Una terza consacrazione della chiesa avvenne il 29 giugno del 1833 con celebrazione del vescovo monsignor Agostino De Mari della diocesi di Savona.
Importanti lavori di restauro ebbero luogo intorno alla metà dell'Ottocento, mentre il convento e il chiostro furono demoliti nel 1870 per l'apertura di via Brignole De Ferrari, la nuova strada per l'Albergo dei Poveri e la "Circonvallazione a monte" che passa proprio davanti alla chiesa sfiorandone il sagrato. Altri importanti lavori di restauro vennero intrapresi nel 1928, 1934 e 1936. Recenti sono i lavori portati a termine sulle pareti esterne mentre nel 2006 è iniziato il rifacimento degli stucchi interni.
Il 27 marzo 1893 nella chiesa fu battezzato Palmiro Togliatti; il futuro leader comunista era nato infatti il giorno prima, in via all'Albergo dei Poveri (oggi via Dino Bellucci), nel rione del Carmine.
Il 25 maggio 2013 nella chiesa del Carmine si sono tenuti con una grande partecipazione di folla i funerali di don Andrea Gallo, il popolare sacerdote fondatore della "Comunità di San Benedetto al Porto", celebrati dal cardinale Angelo Bagnasco e da don Luigi Ciotti. Proprio dalla chiesa del Carmine nel 1970 don Gallo, allora giovane assistente del parroco, era stato allontanato per le sue idee ritenute ideologicamente troppo a sinistra dalla curia genovese dell'epoca.

## Struttura
La struttura originaria oltre alla chiesa, comprendeva, come già detto, anche un chiostro, del quale rimane ancora oggi qualche traccia, e un convento, demoliti nel 1870.
La facciata, restaurata nel 1892, non presenta motivi di grande interesse. L'interno, nonostante i numerosi interventi, ha conservato nel tempo pressoché intatta la struttura gotica iniziale, sottolineata dagli archi a ghiera, dai costoloni e dai pilastri che dividono le tre navate, sormontati dai capitelli originari, oggi anneriti da una verniciatura bituminosa.
La chiesa mantiene intatta una delle poche absidi rimaste a pianta rettangolare, unica a Genova, tipica del gotico degli ordini mendicanti del XIII secolo. Cori della stessa forma erano presenti in Genova nella chiesa di Sant'Agostino di piazza Sarzano, poi furono poi modificati per ospitare un coro più ampio. Un altro dei pochi casi in Liguria è quello dell'abbandonato monastero di Valle Christi a Rapallo.

## Opere d'arte

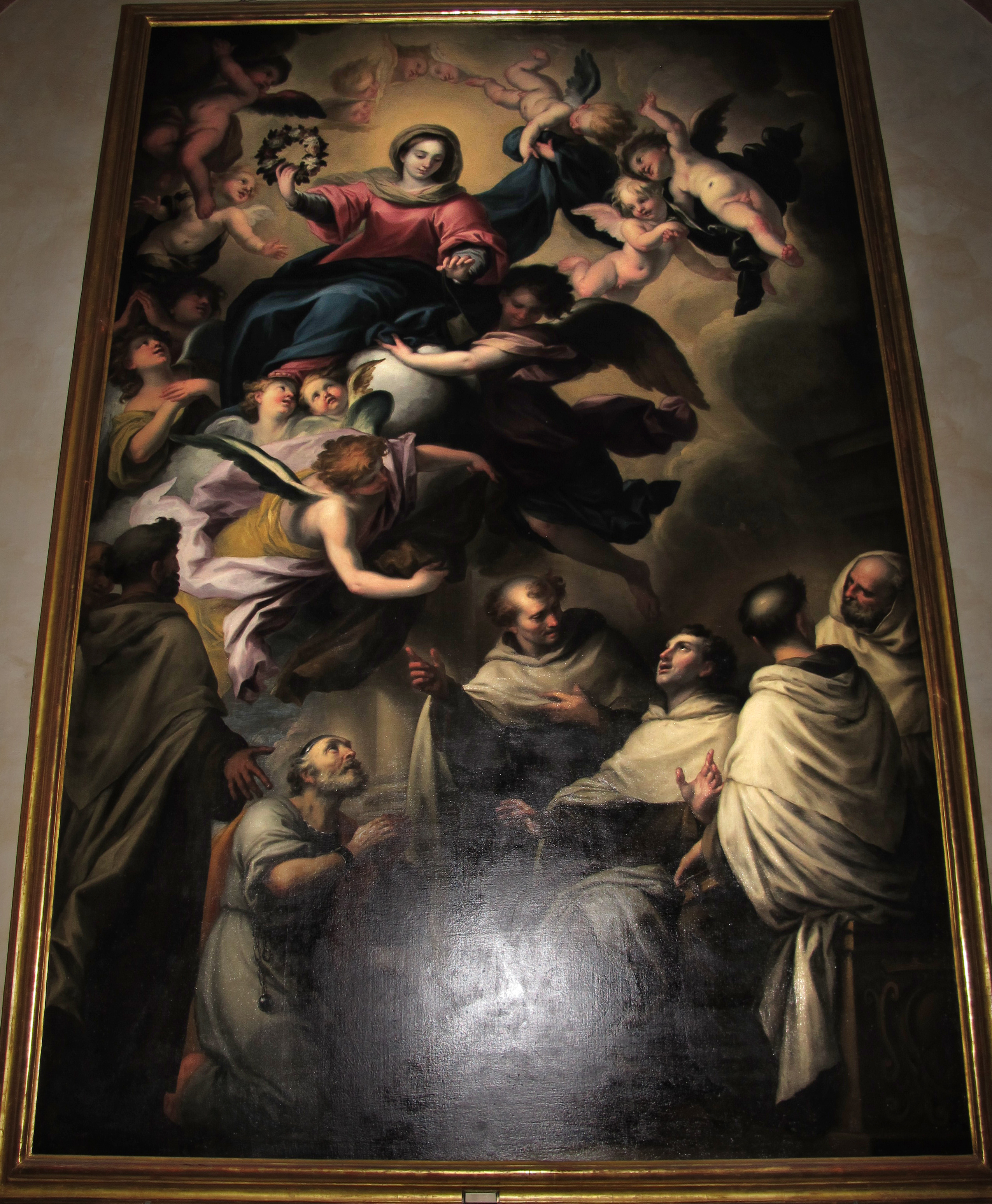
Giovanni Raffaele Badaracco, la Madonna appare ai santi carmelitani

Numerose le opere d'arte conservate nella chiesa. Si segnalano gli affreschi medievali dell'abside maggiore e dipinti e affreschi dei più notevoli artisti attivi a Genova tra il XVI e il XVIII secolo:
- Abside maggiore: ciclo di affreschi di soggetto carmelitano, opera di Manfredino d'Alberto (Manfredino da Pistoia), eseguiti intorno all'anno 1300

Parete sinistra: clipei con San Lorenzo, San Paolo, Santo (?) carmelitano, San Pietro
Parete di fondo: Annunciazione; Sant'Elia profeta e fondatore dell'Ordine e San Giovanni Battista; Santa Margherita d'Antiochia e San Bartolomeo Apostolo
Parete destra: Sant'Alberto Avogadro, patriarca di Gerusalemme, legislatore dell'Ordine, San Matteo evangelista; Santi (?) carmelitani; San Giovanni Evangelista
- Controfacciata
  - La Vergine e le anime del Purgatorio, Giovanni Battista Carlone
  - San Simone Stock e la Vergine di Pietro Paolo Raggi
  - Santi carmelitani di Giovanni Raffaele Badaracco
- Ingresso e vano laterale
  - Giudizio finale di Aurelio Lomi
  - Vestizione del beato Nuno Álvares Pereira del Passignano
  - Circoncisione di Giovanni Battista Carlone
  - Pentecoste opera dell'ambito di Gioacchino Assereto
- Cappelle della navata destra
  - Dio Padre nella volta del XVI secolo con chiave in ardesia
  - La Vergine che intercede per le anime del Purgatorio di Giovanni Andrea De Ferrari nella prima cappella
  - San Luigi conduce i Carmelitani di Giovanni Battista Carlone nella seconda cappella
  - La Vergine con papa Giovanni XXII di Andrea Carlone nella seconda cappella
  - Visitazione e Annunziata di Giovanni Battista Resoaggi nella terza cappella
  - Morte di san Girolamo di Pietro Sorri nella quarta cappella
  - Cena in Emmaus di Giovanni Battista Carlone nella quarta cappella
  - Estasi di santa Teresa di Pietro Paolo Raggi nella quarta cappella
  - Purificazione e adorazione dei Magi di Giovanni Battista Resoaggi nella cappella di fondo
- Cappelle della navata sinistra
  - San Giovanni Battista, san Nicolò e san Benedetto di Simone Balli del 1616 nella prima cappella
  - Eliseo che purifica l'acqua di Gerico di Giovanni Battista Carlone nella prima cappella
  - Eliseo che moltiplica l'olio alla vedova di Andrea Carlone nella prima cappella
  - Natività di Giovanni Battista Paggi nella seconda cappella
  - San Francesco da Paola di Bernardo Castello nella seconda cappella
  - Sacra Famiglia con i santi Anna e Gioacchino di Giovanni Battista Resoaggi nella terza cappella
  - Sant'Alberto carmelitano che salva i compagni opera attribuita a Giovanni Battista Merano nella terza cappella
  - Elia che confonde i sacerdoti di Baal di Andrea Carlone nella terza cappella
  - Assunzione della Vergine di Giovanni Battista Paggi del 1596 nella quarta cappella
  - Santa Teresa che riceve da Maria un monile di Castellino Castello nella quinta cappella
  - Sant'Agnese che rifiuta le nozze principesche opera iniziata da Giovanni David e terminata da Carlo Alberto Baratta nella quinta cappella
  - Presentazione della Vergine al tempio attribuita alla scuola pittorica di Luca Cambiaso nella quinta cappella
  - Madonna con san Giovanni Battista di Raffaele Badaracco nella sesta cappella
  - Gloria di sant'Agnese, scultura marmorea di Nicolò Stefano Traverso del 1790 nella cappella di fondo
  - Tentazione di sant'Agnese di Giovanni David e Carlo Alberto Baratta nella cappella di fondo
  - Vergine e le anime del Purgatorio di Giovanni Battista Carlone nella cappella di fondo